# Johann Michael Klement
Johann Michael Klement (ungarisch János Mihály Klement; * 7. Juni 1689 in Neusohl, Königreich Ungarn; † 18. April 1720 bei Berlin, Königreich Preußen) war ein ungarischer Jurist und Diplomat. Er wurde wegen gefälschter Aussagen und Dokumente in Berlin hingerichtet.

## Leben
Michael Klement wuchs in einer adligen ungarischen protestantischen Juristenfamilie auf. Er besuchte das Gymnasium in Neusohl und studierte anschließend Jura in Wittenberg, Halle und Frankfurt/Oder. Seit 1707 war er als Diplomat für den ungarischen Fürsten Franz Rakóczy in Preußen und Polen unterwegs, seit 1710 auch als dessen ungarischer Resident in den Niederlanden. Er knüpfte in diesen Jahren zahlreiche Kontakte zu vielen  Persönlichkeiten in diesen Ländern, unter anderem zu Daniel Ernst Jablonski in Berlin. 1713 nahm er am Utrechter Kongress teil.
Danach wandte er sich an den Wiener Hof und teilte dort vertrauliche Informationen über den ungarischen Aufständler Rakóczy mit. Um 1717 endete diese Tätigkeit.
Danach weilte er in Dresden und in den Niederlanden.
Um 1719 wandte sich Klement an den preußischen König Friedrich Wilhelm I. mit angeblichen geheimen Informationen über dessen geplante Entführung durch österreichische und sächsische Agenten. Dieses führte zu unfreundlichen Nachfragen Friedrich Wilhelms in Wien und Dresden und zu politischen Spannungen im Verhältnis zu diesen beiden wichtigen Staaten.
Johann Michael Klement konnte bald des Betruges und gefälschter Dokumente überführt werden. Er wurde am 18. April 1720 vor dem Spandauer Tor mit zwei Komplizen hingerichtet.